# Literatur von der „Achse des Bösen“
Literatur von der „Achse des Bösen“ (englischer Originaltitel: Literature from the "Axis of Evil", mit dem Untertitel: Writing from Iran, Iraq, North Korea, and Other Enemy Nations; dt. etwa: Literatur aus Iran, Irak, Nordkorea und anderen feindlichen Nationen) ist eine US-amerikanische Anthologie mit übersetzten Werken von Autoren aus sieben anderen Ländern. Der Titel der Anthologie bezieht sich auf das am 29. Januar 2002 vom damaligen US-Präsidenten George W. Bush in seiner Rede zur Lage der Nation geprägte politische Schlagwort.

## Inhalt
Die englischsprachige Anthologie enthält Kurzgeschichten, Gedichte und Auszüge aus Romanen von zwanzig Autoren aus sieben Ländern, die (oft zum ersten Mal) aus dem Persischen, Arabischen, Koreanischen, Spanischen, Französischen und Deutschen übersetzte Werke ins Englische übersetzt und 2006 von Words Without Borders bei The New Press veröffentlicht wurden.
Ziel der Anthologie ist den Herausgebern zufolge, den „amerikanischen Zugang zur Weltliteratur in Übersetzung“ zu verbessern. Die Herausgeber schreiben:

“This book was born in conscientious objection to the use of 'axis of evil' rhetoric and to the OFAC's apparent fear of 'free trade' in ideas and literature [...]. Our intention has never been to present a naive apology for tyrannical regimes nor to recommend any particular political solution to the problems they present both internationally and for their own people [...]. Rather, we aim simply to stimulate international conversation through literature, with all its complexity and nuanced insights into the ideas, beliefs, daily lives and articles of reference of people in other cultures, who are thinking and writing in languages other than English.”

„Dieses Buch entstand aus der gewissenhaften Ablehnung der "Achse des Bösen"-Rhetorik und der offensichtlichen Angst des OFAC vor dem "freien Handel" mit Ideen und Literatur [...]. Unsere Absicht war es nie, eine naive Entschuldigung für tyrannische Regime zu präsentieren oder eine bestimmte politische Lösung für die Probleme zu empfehlen, die sie sowohl international als auch für ihre eigene Bevölkerung darstellen [...]. Vielmehr wollen wir durch die Literatur mit all ihrer Komplexität und ihren nuancierten Einblicken in die Ideen, Überzeugungen, das tägliche Leben und die Bezugsgrößen von Menschen in anderen Kulturen, die in anderen Sprachen als Englisch denken und schreiben, ganz einfach internationale Gespräche anregen.“

Die Herausgeber haben Werke ausgewählt, die alle in der zweiten Hälfte des 20. oder zu Beginn des 21. Jahrhunderts veröffentlicht wurden und von Autoren stammen, die im Iran, Irak, Nordkorea, Syrien, Libyen, Sudan und Kuba leben oder von dort stammen. Ein kurzer Überblick über die zeitgenössische Literatur der einzelnen Länder dient dazu, die Werke in ihren jeweiligen nationalen Kontext einzuordnen.

## Beteiligte Autoren und Werke
- Iran
  - Houshang Moradi-Kermani: "The Vice-Principal" (Kurzgeschichte, 1979)
  - Tirdad Zolghadr: Auszug aus der Novelle A Little Less Conversation (2006)[3]
  - Ahmad Shamlou: "Existence" (Gedicht, 1957)
- Irak
  - Salah Al-Hamdani: "Baghdad My Beloved" (Gedicht, 2003)
  - Sherko Fatah: Auszug aus dem Roman At the Borderline[4] (2001)
  - Muhsin Al-Ramli: Auszug aus dem Roman Scattered Crumbs (späte 1990er)
  - Saadi Youssef: "Five Crosses" (Gedicht, 1961)
  - Fadhil Al-Azzawi: "Hameed Nylon", erstes Kapitel aus dem Roman The Last of the Angels (1992)
- Nordkorea
  - Kang Kwi-mi: "A Tale of Music"[5] (Kurzgeschichte, 2003)
  - Hong Seok-jung: Auszug aus dem Roman Hwangjini (2002)
  - Lim Hwa-won: "The Fifth Photograph" (Kurzgeschichte, 2001)
  - Byungu Chon: "Falling Persimmons" (Gedicht, 1992)
- Syrien
  - Hanna Mina: "On the Sacks" (Kurzgeschichte, 1976)
  - Salim Barakat: Auszug aus dem Roman Jurists of Darkness (1985)
- Libyen
  - Khamel al-Maghur: "The Soldiers' Plumes", Auszug aus dem Memoir Stations (späte 1990er oder frühe 2000er)
  - Ashur Etwebi: "The Place Will Fit Everything" (Gedicht)
- Sudan
  - Tarek Eltayeb: "Coffee and Water" (Gedicht, 1999)
  - Tarek Eltayeb: "The Sweetest Tea with the Most Beautiful Woman in the World"[6] (Kurzgeschichte, 1993)
- Kuba
  - Anna Lidía Vega Serova: "Project for a Commemorative Mural (Mixed Media)" (Gedicht, 2001)
  - Francisco García Gonzáles: "Women of the Federation" (Kurzgeschichte, 2003)
  - Raúl Rivero: "I Don't Want Anyone Coming Around to Save Me" (Gedicht, 2002)

## Rezeption
Für den  Daily Telegraph schrieb Ceri Radford, dass das an ein amerikanisches Publikum gerichtete Buch auf den traurigen Niedergang der Literatur in Übersetzung aufmerksam mache, die 2003 weniger als 0,5 Prozent der in den USA erhältlichen Bücher ausmachte, sowie auf die Tatsache, dass Verlage eine Lizenz benötigten, um ein Werk eines Autors aus einer „feindlichen Nation“ herauszubringen.
 

Der indische Buchkritiker Chandrahas Choudhury vom Indian Express nahm die Anthologie ebenfalls positiv auf und stellte heraus: 

„In a world where groups, nations, and – we are sometimes told, and are tempted to believe – even entire religions are locked in irresoluble conflict, it is sometimes easier to dissolve our sense of the individual and place instead a collective stamp over peoples and territories. Literature from the "Axis of Evil" seeks to combat this tendency in a way that only literature, which privileges individual experience and presents specific yet sharable human dilemmas, can. / dt. In einer Welt, in der Gruppen, Nationen und sogar ganze Religionen in unlösbare Konflikte verwickelt sind, ist es manchmal leichter, unser Gefühl für das Individuum aufzulösen und stattdessen Völkern und Territorien einen kollektiven Stempel aufzudrücken. Die Literatur von der Achse des Bösen versucht, dieser Tendenz entgegenzuwirken, und zwar auf eine Weise, wie es nur die Literatur vermag, die die individuelle Erfahrung in den Vordergrund stellt und spezifische, aber dennoch teilbare menschliche Dilemmata präsentiert.“